# Société de dépenses
En droit québécois, la société de dépenses (ou société nominale) est un regroupement de professionnels qui ont les mêmes bureaux et qui s'entendent sur certaines dépenses communes. 
La société de dépenses n'est pas une société au sens du Code civil du Québec, car il n'y a pas les trois éléments essentiels du contrat de société de l'article 2186 C.c.Q. (apport, affectio societatis et partage des bénéfices et des pertes). Ce contrat est un contrat innommé car il n'est décrit nulle part dans le Code civil. Ce sont les règles générales du droit des obligations qui s'appliquent à ce contrat plutôt que les règles de la société en nom collectif. 
Un exemple classique d'une société de dépenses dans le jurisprudence est l'affaire Cimon c. Arès , où il s'agissait d'un litige à la Cour d'appel concernant un bureau de dentistes qui avaient une entente entre eux pour se partager les dépenses. Le contrat pour le centre dentaire en question s'apparentait à un crédit-bail (art. 1842 C.c.Q). Le jugement affirme que dans le cas où les biens sont détenus en commun , ce sont les règles de la copropriété indivise qui s'appliquent. 